# قسم خنافره، الفلاحية
قسم خنافره (بالفارسية: بخش خنافره) هي قسم في مقاطعة الفلاحية، التابعة لمحافظة محافظة خوزستان الإيرانية

## السكان
- حسب إحصاءات سنة 2006، بلغ إجمالي السكان في قسم خنافره 24,107 نسمة.[2]

## تقسيم إداري إيراني
- المركزي

## وصلات خارجية
- إدارة مقاطعة الفلاحية.